# الروض العاطر في نزهة الخاطر
كتاب الروض العاطر في نزهة الخاطر هو كتاب تعليمي جنسي من تأليف أبو عبد الله محمد بن محمد النفزاوي فيما بين عامي 1410 و1434 بناء على طلب من السلطان عبد العزيز الحفصي سلطان تونس، وذلك لإثراء الكتاب الصغير «تنوير الوقاع في أسرار الجماع» لنفس المؤلف. وهذا الكتاب كان مخاطباً السلطان ليس لضعفه بل لأن السلطان هو من طلب كتابته وذلك واضح من بداية كل باب في «أعلم يرحمك الله».
يتكون الكتاب من 21 بابا يتناول فيها الصفات المحمودة والمكروهة في الرجال والنساء وأساليب الجماع والأطعمة المعينة عليه، وأسباب العقم والصحة الجنسية.
يتوفر هذا الكتاب في معظم البلدان العربية ماعدا بعض البلدان مثل المملكة العربية السعودية لاحتوائه على موضوعات جنسية.

## أبواب الكتاب
1. باب في المحمود من الرجال
2. باب في المحمود من النساء
3. باب في المكروه من الرجال
4. باب في المكروه من النساء
5. باب في ابتداء الجماع
6. باب في كيفية الجماع
7. باب في مضرات الجماع
8. باب في أسماء أيور الرجال
9. باب أسماء فروج النساء
10. باب في أيور الحيوان
11. باب في مكائد النساء
12. باب في سؤالات ومنافع للنساء والرجال
13. باب في أسباب شهوة الجماع وما يقوى عليه
14. باب فيما يستدل به على أرحام النساء
15. باب في أسباب عقم الرجال
16. باب في الأدوية التي تسقط النطفة من الرحم
17. باب لحل المعقود وهو ثلاثة أصناف
18. باب فيما يكبر الذكر الصغير ويعظمه
19. باب فيما يزيل بخورة الفرج والإبط ويضيقه
20. باب في علاجات الحمل وما تلده الحامل
21. باب وهو خاتمة الكتاب في منافع للبيض وأشربة تعين على الجماع

## ترجمات الكتاب
وترجم هذا الكتاب إلى الكثير اللغات الأوروبية، وعرف في الإنجليزية باسم The Perfumed Garden.
- أول مرة ترجم كتاب «الروض العاطر في نزهة الخاطر» ترجم إلى اللغة الفرنسية على يد مترجم سمى نفسه "Baron R" وكان ذلك عام 1850.
- أول مرة ترجم إلى اللغة الإنجليزية كان عام 1886، وكان ترجمة للنسخة الفرنسية على يد اللورد ريتشارد فرانسيس (Sir Richard Francis Burton)، ولقي الكتاب حينها رواجا كبيرا، ولكن تلك النسخة لم تكن كامله حيث كان الباب الحادي والعشرين ناقصا. وعمل اللورد ريتشارد على ترجمة الكتاب مرة أخرى ولكن هذة المرة من النسخة العربية وقد سماه باسم جديد وهو "The Scented Garden"، ولسوء حظه فقد توفي عام 1890 قبل إتمام ترجمته، ولم تنشر تلك الترجمة أبدا حيث حرقتها زوجته «لسيبيل».
- ترجم مرة أخرى إلى الفرنسية على يد السيد رينيه «رينيه خوام» عام 1976.
- ترجم إلى الإنجليزية من النص العربي الأصلي على يد السيد جيم كوفيل "Jim Coville" عام 1999 وفي تلك النسخة تم بعض التنسيق للكتاب مع إضافة أجزاء جديدة حيث:
  - غير تسمية الباب السادس من «كيفية الجماع» إلى «يتعلق لكل ما هو مواتيه لفعل الجماع».
  - وضع بترجمته 39 وضعية جماع بالإضافة إلى 6 من حركات الجماع وأعطاها أسماء مبتكرة جديدة مع عدم تسمية إحدى عشر وضعية جماع.